# Parmaturus
Parmaturus — рід акул родини Котячі акули. Має 12 видів, з яких 3 не мають ще наукового опису. Інша назва «котяча акула-парматурус». Біномінальна назва складається з двох слів parma, що латиною значить «маленький щит» і ουρα з грецької — «хвіст».

## Опис
Загальна довжина представників цього роду коливається від 26 до 85 см. Голова витягнута. Морда коротка. Очі помірного розміру, мигдалеподібні або овальні, з мигальною перетинкою. За ними розташовані невеличкі бризкальця. Ніздрі мають носові клапани. Губні борозни короткі. Рот помірно широкий. Зуби у частини видів довгі, але переважно ці акули мають дрібні зуби з багатьма верхівками, зазвичай 3. У них 5 пар коротких зябрових щілин. Тулуб м'який, в'ялий. Луска висока, надає шкірі оксамитовий вигляд. Мають 2 спинних плавцях, з яких зазвичай задній більше за передній. Вони розташовані ближче до хвостового плавця. Печінка у цих акул велика та жирна, містить багато сквалена. на значних глибинах вона виконує функцію своєрідного поплавця, що дозволяє триматися у товщі води. Хвостовий плавець витягнутий, гетероцеркальний, його наділено гребенями (знизу та зверху), що вкриті збільшеною шкіряною лускою-щитиками.
Забарвлення монотонне, здебільшого сіро-коричневе. Лише окремі види мають нечіткі плями світлого або темного кольору на тілі й плавцях.

## Спосіб життя
Тримаються на значних глибинах, на континентальних і острівних шельфах. Полюють здебільшого біля дна, є бентофагами. Живляться переважно крабами і креветками, а також кальмарами, морськими черв'яками, іншими безхребетними.
Це яйцекладні акули. Стосовно процесу розмноження більшості видів натепер інформації не достатньо.
Деякі види є об'єктом часткового промислового вилову.

## Розповсюдження
Мешкають біля узбережжя Австралії, Нової Каледонії, Малайського архіпелагу, Великих Зондських островів, Каліфорнійського півострова, в Карибському басейні. Найбільша кількість зустрічається в акваторії Австралії.

## Види
- Parmaturus albimarginatus  Séret & Last, 2007
- Parmaturus albipenis  Séret & Last, 2007
- Parmaturus bigus  Séret & Last, 2007
- Parmaturus campechiensis  Springer, 1979
- Parmaturus lanatus  Séret & Last, 2007
- Parmaturus macmillani  Hardy, 1985
- Parmaturus melanobranchus  (Chan, 1966)
- Parmaturus pilosus  Garman, 1906
- Parmaturus xaniurus  (Gilbert, 1892)